# Jovan Cvijić

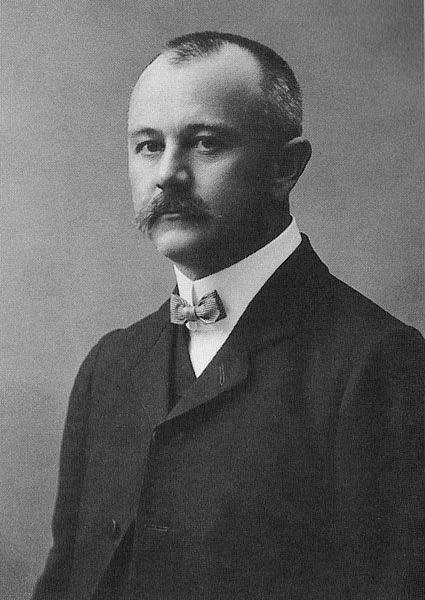
Jovan Cvijić, 1911

Jovan Cvijić (* 29. Septemberjul. / 11. Oktober 1865greg. in Loznica; † 16. Januar 1927 in Belgrad) war ein serbischer und jugoslawischer Geograph. Als Lehrer der Großen Schule (seit 1893), Gründungsmitglied und Professor der Universität Belgrad (seit 1904) und Präsident der Serbischen Akademie der Wissenschaften und Künste machte er sich um die vielseitige Erforschung der Balkanhalbinsel verdient. Er war Gründer der Serbischen Geographischen Gesellschaft (1910) und hat die Karstologie als wissenschaftliches Fach innerhalb der Geomorphologie eingeführt. Als erster Wissenschaftler hat er die glaziologische Erforschung und Periodisierung der Quartärgeologie auf der Balkanhalbinsel aufgriffen. Über wissenschaftliche Stationen in Wien und Paris veröffentlichte er seine Werke zumeist auf Deutsch, Französisch und Englisch. Die Monographien zur Karst-Geomorphologie und Anthropo- und Ethnografie der Balkanhalbinsel blieben bis heute Standardwerke der geographischen Literatur (La peninsule balcanique und La géographie des terrains calcaires). Cvijić nahm an den Friedensverhandlungen in Paris 1919 als Präsident der Nationalen Expertengremien beratend teil. Seit 1961 wird das Geografische Institut der Serbischen Akademie der Wissenschaft nach Jovan Cvijić benannt.

## Leben

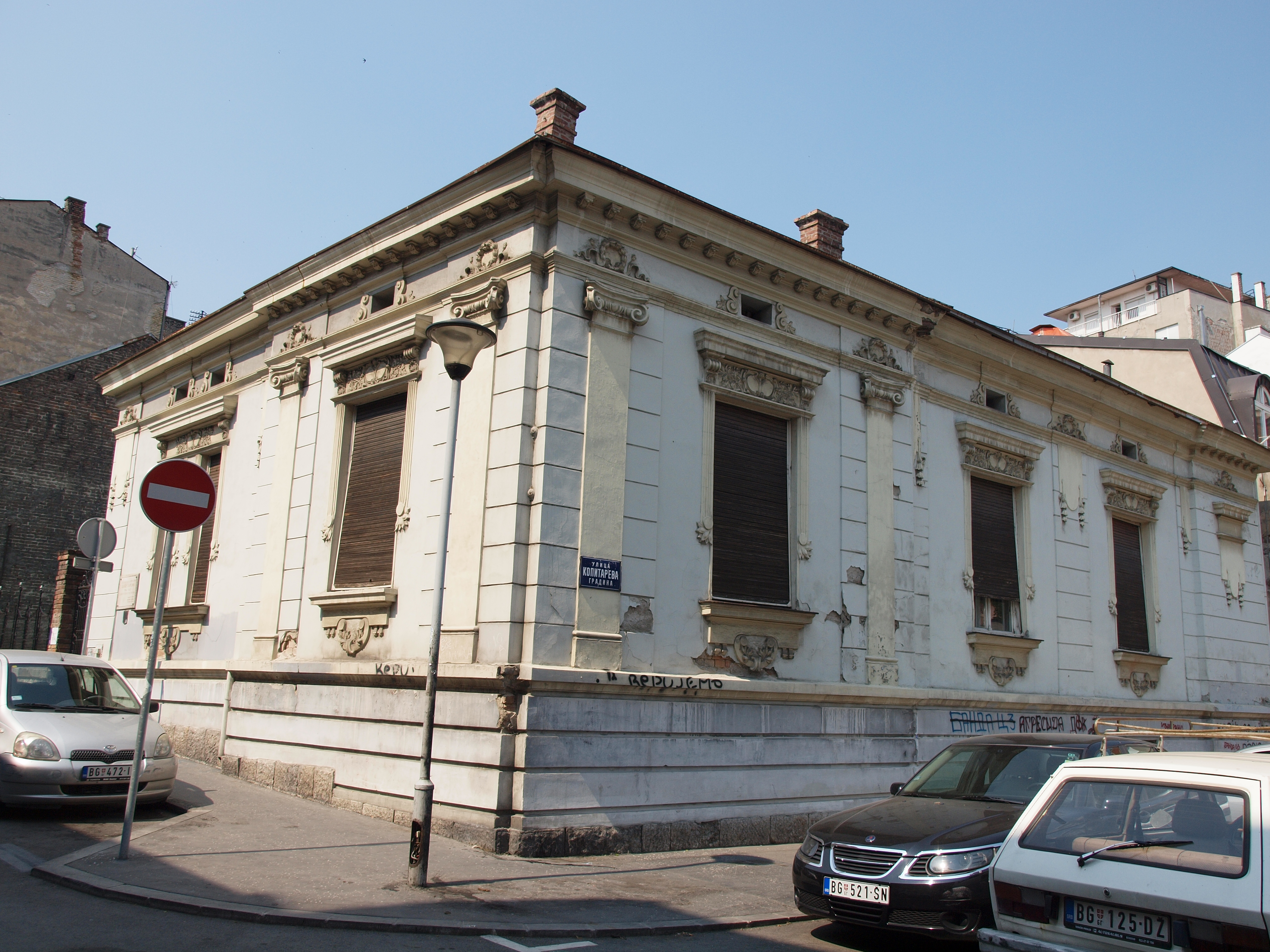
Jovan Cvijićs Wohnhaus in Belgrad beherbergt heute das Museum Jovan Cvijić

### Familie
Cvijić stammte aus armen Verhältnissen und wurde als Sohn des Loznicer Kaufmannes Todor Cvijić und Marija Cvijić (geborene Avramović) am 11. Oktober 1865 in Loznica als drittes von sechs Kindern geboren. Die Familie väterlicherseits stammte über Cvijićs Urgroßvater Cvijo Spasojević (genannt Cvijo Vrelo) aus dem Hochland des Durmitors. Cvijićs Urgroßvater war Freiheitskämpfer im Ersten und Zweiten Serbischen Aufstand 1804–1813.
Das Geburtshaus der Eltern Cvijićs lag in dem flachen Stadtteil Loznicas, der Stara Varoš (dt. Alter Markt) genannt wurde. Nah am Elternhaus befand sich eine Doline sowie ein Brunnen, dessen Wasser in einen nahegelegenen Ponor verschwand. Dies waren Cvijićs erste Anschauungsobjekte der von ihm später in seiner Dissertation konzipierten Gesetzmäßigkeiten der Karsthydrologie.

### Schule
Cvijićs Kindheit war geprägt durch die Erziehung durch seine Mutter Marija und seinen Onkel Pera Avramović. Die achtjährige Grundschule und die zwei ersten Jahre des Gymnasiums besuchte Jovan Cvijić in Loznica. Da in Loznica kein Voll-Gymnasium bestand, besuchte Jovan Cvijić die weiteren Klassen in Šabac, dessen Schule damals als die renommierteste Serbiens galt.
Nur mit der finanziellen Unterstützung seiner Eltern sowie der Gemeinde Loznica konnte er diese Bildungseinrichtung besuchen. Nachdem seine Eltern in finanzielle Schwierigkeiten geraten waren und auch die Stadt keine regelmäßigen Zuwendungen mehr gab, war Jovan Cvijić auf die Unterstützung eines Šabacer Kaufmannes angewiesen.
Der Physik- und der Erdkundelehrer der Schule, Ranko Petrović und Vladimir Karić, waren von entscheidender Bedeutung für Cvijićs weitere Laufbahn. Petrović war ein Anhänger der sozialistischen Idee und beeinflusste Cvijićs ideologische Richtung maßgeblich. So versorgte er Cvijić mit sozialistischen Blättern, der studentischen Zeitschrift "Pobratimstvo" und Zeitungen aus Belgrad, Novi Sad und Kragujevac. Cvijić beschäftigte sich auch mit Artikeln von Svetozar Marković, Pera Todorović und Nikolai Gawrilowitsch Tschernyschewski. Cvijić selbst sagte dazu: 

„Die sozialistischen Bücher waren für mich wesentlich. Ihre Gedanken waren in Übereinstimmung mit den Idealen, die ich in mir trug und von meiner Mutter geerbt habe... Alles andere, außer die Gedanken über das Wohlergehen der Menschheit wurde mir nebensächlich. Jovan Cvijić“

1881 übersiedelte Jovan Cvijić nach Belgrad, um dort die vollständige Gymnasialreife zu erlangen. Er lernte dort auch Französisch, Deutsch und Englisch. Dies half ihm später als Student der Velika Škola, da die damaligen geografischen und naturwissenschaftlichen Lehrbücher von John Herschel, Archibald Geikie oder Thomas Henry Huxley für Cvijić nur in den Originalfassungen zugänglich waren.
Obwohl Cvijić seine Matura mit höchster Auszeichnung bestand, konnte er sich wegen der fehlenden finanziellen Mittel seiner Eltern nicht sofort an der Universität einschreiben. 1884 kehrte er nach Belgrad zurück, um sich für das Fach Medizin zu bewerben. Nach einer zufälligen Begegnung mit seinem alten Erdkundelehrer aus Šabac, Vladimir Karić, schrieb er sich auf dessen Anraten mit der Aussicht auf ein späteres Auslandsstudium in der Naturwissenschaftlich-Mathematischen Fakultät der Großen Schule in Belgrad ein.

### Studium
Schon während des Studiums ab dem Semester 1884/1885 begann sich Jovan Cvijić im Rahmen von Exkursionen mit naturwissenschaftlich-geografischen Fragen der Balkanhalbinsel zu beschäftigen. Daraus resultierend erschien 1887 seine erste Publikation. Nach Abschluss des Studiums wurde er zunächst Lehrer des Zweiten Belgrader Gymnasiums, wo er Allgemeine Geographie unterrichtete.
Anschließend reiste er 1889 als staatlicher Stipendiat nach Wien. Er besuchte in der Universität Wien die Vorlesungen von Albrecht Penck, Eduard Suess, Julius Hann und Wilhelm Tomaschek, bei denen er auch am 22. Januar 1893 seine Dissertation Das Karstphänomen verteidigte. Penck und Suess waren für Cvijić maßgebend im Erarbeiten der damaligen methodischen Mittel zu Forschungsfragen der Tektonik, Quartärgeologie und Geomorphologie. Die mit Penck und Suess auf Exkursionen in den Zentralalpen und Randalpen gemachten Beobachtungen übertrug Cvijić später auf die vorgefundenen Verhältnisse der Balkanhalbinsel. Insbesondere wirkte er hier als erster, der Pencks quartärgemorphologische Arbeit in der These der alpinen Glazialzyklen mit den glazialphologischen Abläufen der Glazialen Serie und allgemein der Quartärgeschichte auf die Balkanhalbinsel übertrug.
Nach der Erlangung des Doktorgrades wurde Cvijić zum 21. März 1893 als ordentlicher Professor an die Velika Škola („Große Schule“), die Vorläufereinrichtung der Universität Belgrad, berufen.

Das bei weitem wirkungsreichste Wirkungsfeld Jovan Cvijićs wurde seine anthropographische und ethnographische Arbeit, mit der er sich während seiner Emigrationszeit an der Sorbonne in Paris auseinandersetzte. Sein 1918 in Paris erschienenes Werk La Péninsule balcanique - géographie humaine erschien 1918 in gekürzter Form auf Englisch als Zones of Balkan Civilization in einem Aufsatz in New York, aus dem die abgebildete Karte stammt. Cvijićs Ethnographische Schule beeinflusste sowohl die französische, als auch die deutsche ethnographische Forschung.

## Wissenschaftliche Arbeiten
Cvijićs Promotionsarbeit über Formen des Karstes wurde in internationalen Fachkreisen bald als Standardwerk angenommen. Ferdinand von Richthofen und Sir Archibald Geikie waren unter den persönlichen Gratulanten. Das Werk wurde in den Annales de Géographie und den Mitteilungen der K. und K. geographischen Gesellschaft in Wien weiter veröffentlicht. Die von Cvijić verwendete neue Karstterminologie fand Eingang in die geomorphologische und geologische Fachsprache. Aus Cvijićs Arbeit entwickelte sich nicht nur die Begrifflichkeit des Karstes als geomorphologische Oberflächenform der Erde, sondern er wirkte über die Untersuchung karsthydrologischer Erscheinungen auch auf hydrologische Forschungsbereiche. Als angeschlossener Fachbereich hat sich hieraus insbesondere die Karstologie und Höhlenkunde entwickelt.
Cvijić war in seiner gesamten wissenschaftlichen Laufbahn Professor der „Großen Schule“, ab 1905 in der umbenannten Universität Belgrads. 1894–1907 lehrte er alle Fächer in den physisch-geografischen und anthropogeografischen Abteilungen.

### Physisch-geografische Forschung
38 Jahre lang unternahm Cvijić immer wieder Forschungsreisen. Sie begannen im damaligen Königreich Serbien, weiteten sich später aber in alle Teile der Balkanhalbinsel aus. Bei einzelnen Expeditionen war er bis zu vier Monate mit Feldarbeit beschäftigt. Sein Hauptaugenmerk galt zunächst dem tektonischen Bau der Gebirge. Aus dieser Anschauung wollte er die tektonische Abgrenzung oder Verbindung und den Charakter sowie Streichrichtung und Störungen der alpidischen Systeme zwischen Alpen und Kleinasien bestimmen, die nach der Auffassung Eduard Suess’ eine Einheit darstellten. Daneben galt Cvijićs bevorzugtes wissenschaftliches Interesse glaziologischen Studien der Hochgebirge, der Weiterführung karstologischer Aufnahmen sowie den kryptodepressiven Systemen der Adriaküste und der pelagonischen Becken Makedoniens.
Cvijić galt als unermüdlicher Forscher, der zeitlebens auch entlegene Regionen der Balkanhalbinsel erkundete. Unter anderem bereiste er die damals zum Osmanischen Reich gehörenden Bereiche Makedoniens, des Sandschak, Kosovos sowie Bulgariens und die kleinasiatische Halbinsel. Seine daraus resultierenden Arbeiten zur Geographie der Balkanhalbinsel sind bis heute in ihrem Umfang nicht wiederholt worden. Cvijić ist neben Penck auch Pionier der Quartärforschung der Gebirge der Balkanhalbinsel (Prokletije, Prenj, Pirin, Orjen). Die Glazialgeschichte in einer Gesamtschau des Balkans in seinem ersten Band der Geomorphologie ist grundlegend geblieben.

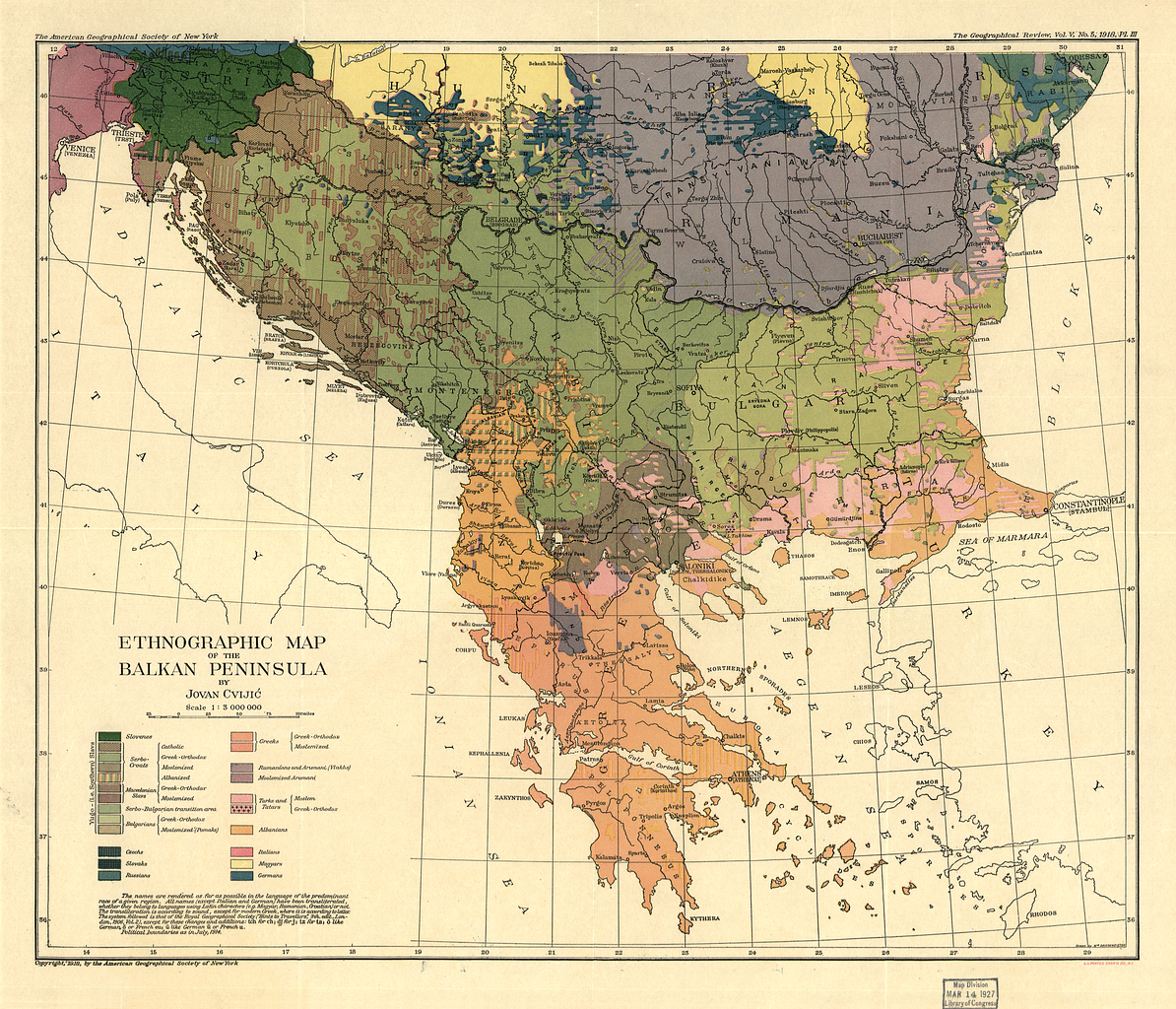
"Ethnographische Karte der Balkanhalbinsel" von Jovan Cvijić, 1918

Cvijićs wissenschaftliches geomorphologisches Hauptwerk bildet aber die Erforschung von Karstphänomenen der Dinariden. Die in ihrem terminologischen Gerüst und der geomorphologischen Einteilung auf die Cvijićsche Klassifikation zurückgehende Einteilung von Karstformen sind in die internationale Terminologie übertragen und auf weltweite Phänomene der auf Karbonatlösung beruhenden Oberflächenformen und unterirdischen Karstformenschatzes eingegangen. Beispiele sind Polje, Doline, Ponor, Jama (Karsthöhlen).
Die in Europa einflussreiche Unterteilung Cvijićs von verschieden stark entwickelten Karsttypen in Holokarst und Merokarst sind zwar in der zeitgenössischen Geomorphologie stärkerer Kritik ausgesetzt, aber dennoch feststehende Begriffe, die den Dinarischen Karst als Typform des Holokarsts, den Mitteleuropäischen Karst Schwäbische Alb, Jura zum Merokarst zählen. Damit ist auch die klimageomorphologische Unterteilung, die erst später von Büdel herausgearbeitet wurde, vorweggenommen.

### Anthropogeographie
Auf seinen Reisen sammelte Jovan Cvijić auch seine ersten ethnographischen und anthropographischen Eindrücke, die er in seinem späteren Hauptwerk über die Zivilisationen der Balkanhalbinsel verarbeitete (Zones of Civilization of the Balkan penisula, 1918). Diese anthropogeografische Arbeit erfolgte mithilfe seiner Studenten, die die dafür notwendigen Aufnahmen und Materialsammlungen anfertigen. Aus dieser Gruppe erwuchs schon vor den Balkankriegen der Stamm der Mitarbeiter, die die spätere sogenannte Cvijićsche Geografische Schule in Belgrad bildeten.
In mehreren Werken bezeichnete Cvijić alle Südslawen als Jugoslawen. Dabei unterschied er zwischen Serbokroaten, Bulgaren, Slowenen und Mazedoniern bzw. Slawen Makedoniens, die er im Weiteren nach ihrer Religionszugehörigkeit klassifizierte: So wären etwa Kroaten römisch-katholische Serbokroaten, Serben dagegen wären christlich-orthodoxe Serbokroaten.

## Politik

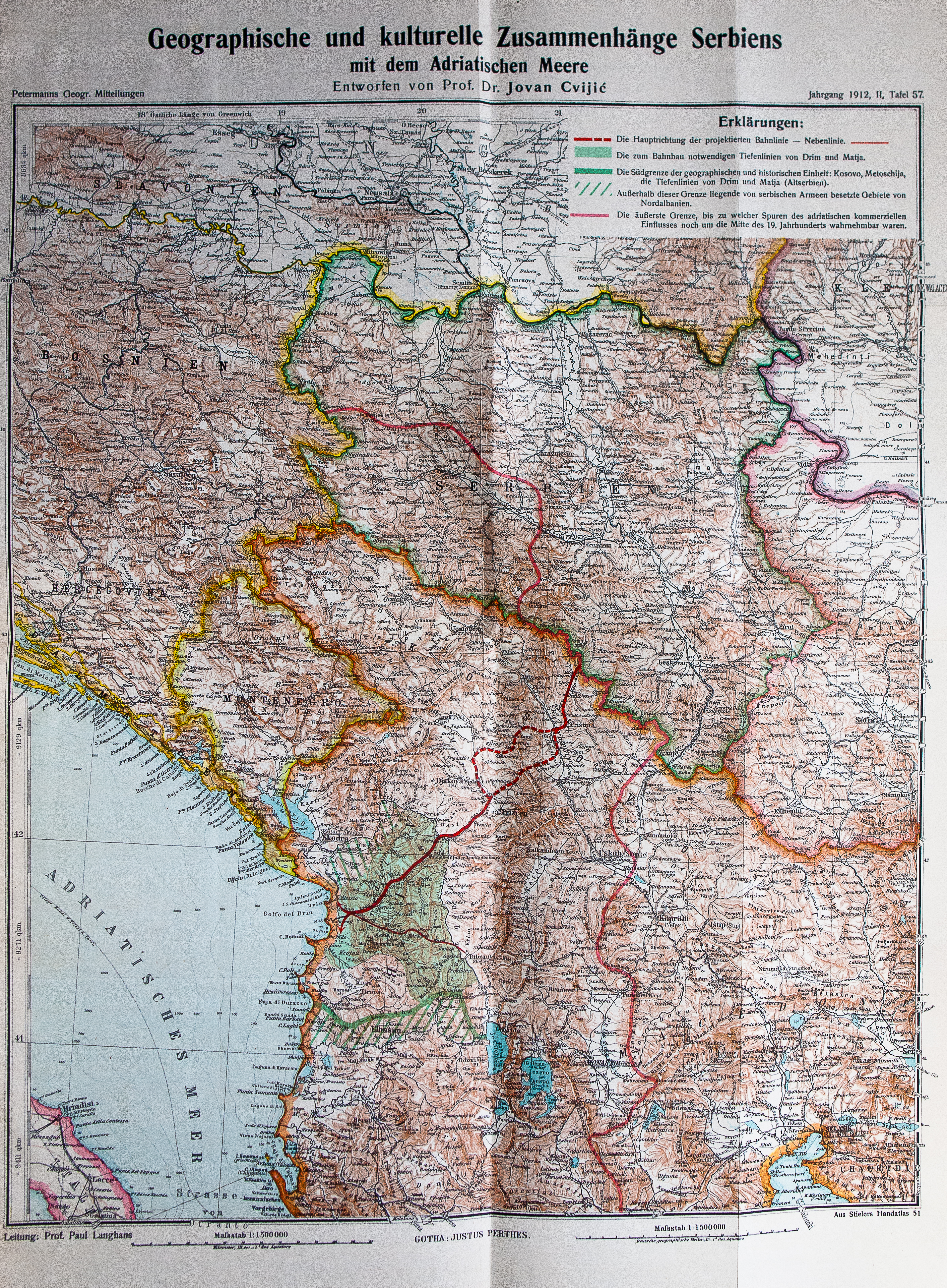
1912 erschien eine von Jovan Cvijic vorgestellte Trassierungsvariante der Donau-Adria-Bahn, die durch die Ergebnisse des Ersten Balkankrieges den Adriaanschluss Serbiens von Merdare über Kosovo Polje zum Drin-Golf an der albanischen Küste vorsah. Das politisch brisante Projekt kam schließlich auf der Londoner Konferenz auf die Tagesordnung, die Cvijić's Trassierung unter Erhalt internationaler Garantien annahm.

In der Funktion als Emissär Serbiens hielt Cvijić sich 1906 und 1915 in London, 1915 sowie als Emigrant 1917–1919 in Paris auf. Der Regierung Serbiens und dem Generalstab stand er 1914 und 1915 als beratender Fachmann in Fragen der Geographie und Ethnographie zur Seite. Beim Ausbruch des Ersten Weltkrieges 1914 wurde Cvijić von der serbischen Regierung beauftragt, die Grenzen eines möglichen zukünftigen Jugoslawiens zu definieren. Ergebnisse seiner Arbeiten hierzu wurden von der serbischen Regierung als offizielle Kriegsziele im Ersten Weltkrieg genannt. Den Aufforderungen, als Ministerpräsident der Regierung zu kandidieren, widersetzte sich Cvijić, er trat auch zeitlebens keiner Partei bei. Cvijić hatte zwei mögliche Lösungen präsentiert: eine großjugoslawische Lösung, bei dem der jugoslawische Staat neben den Territorien von 1918/19 weite Teile der heutigen südlichen Steiermark und des südlichen Kärntens sowie das Küstenland mitsamt Triest umfassen würde, und eine kleinjugoslawische Lösung, bei der Jugoslawien außer Serbien als Minimalforderung Bosnien, Dalmatien und Slawonien umfassen sollte und in welchem „zumindest die Mehrheit der christlich-orthodoxen Jugoslawen vereint wäre“. Letztere wurde später häufig für großserbische propagandistische Zwecke verwendet.
Zu den zeitgenössischen politischen und wirtschaftlichen Fragen der Balkanhalbinsel insbesondere während der Annexionskrise sowie den Balkankriegen und der territorialen Neuordnung des Balkanraumes infolge des Ersten Weltkrieges äußerte sich Cvijić in zahlreichen Fachpublikationen sowie Referaten oder Vorlesungen. 1917 und 1919 lehrte er an der Sorbonne. 1919/20 nahm er als Vorsitzender der territorialen Sektion der serbischen Delegation an den Friedensverhandlungen in Versailles teil. Nachhaltig war Cvijićs auf ethnischen Kriterien basierende Grenzziehung auf dem Territorium der ehemaligen K.u.K. Monarchie im entstehenden Staat der Serben, Kroaten und Slowenen. Aufgrund der hohen Reputation von Cvijić und seines Kollegen Pupin konnte sich der neuentstandene Staat wichtige territoriale Zugewinne sichern (Banat, Baranja, Dalmatien, Julische Alpen). Damit erreicht man auch erstmals, dass die Hauptstadt Serbiens und des ehemaligen Jugoslawiens Belgrad nicht mehr an der ehemaligen Militärgrenze lag und mit der Vojvodina eines der fruchtbarsten Gebiete Europas mit dem starken ungarischen Bevölkerungsanteil als Hinterland Belgrads zu Serbien kam.

## Auszeichnungen

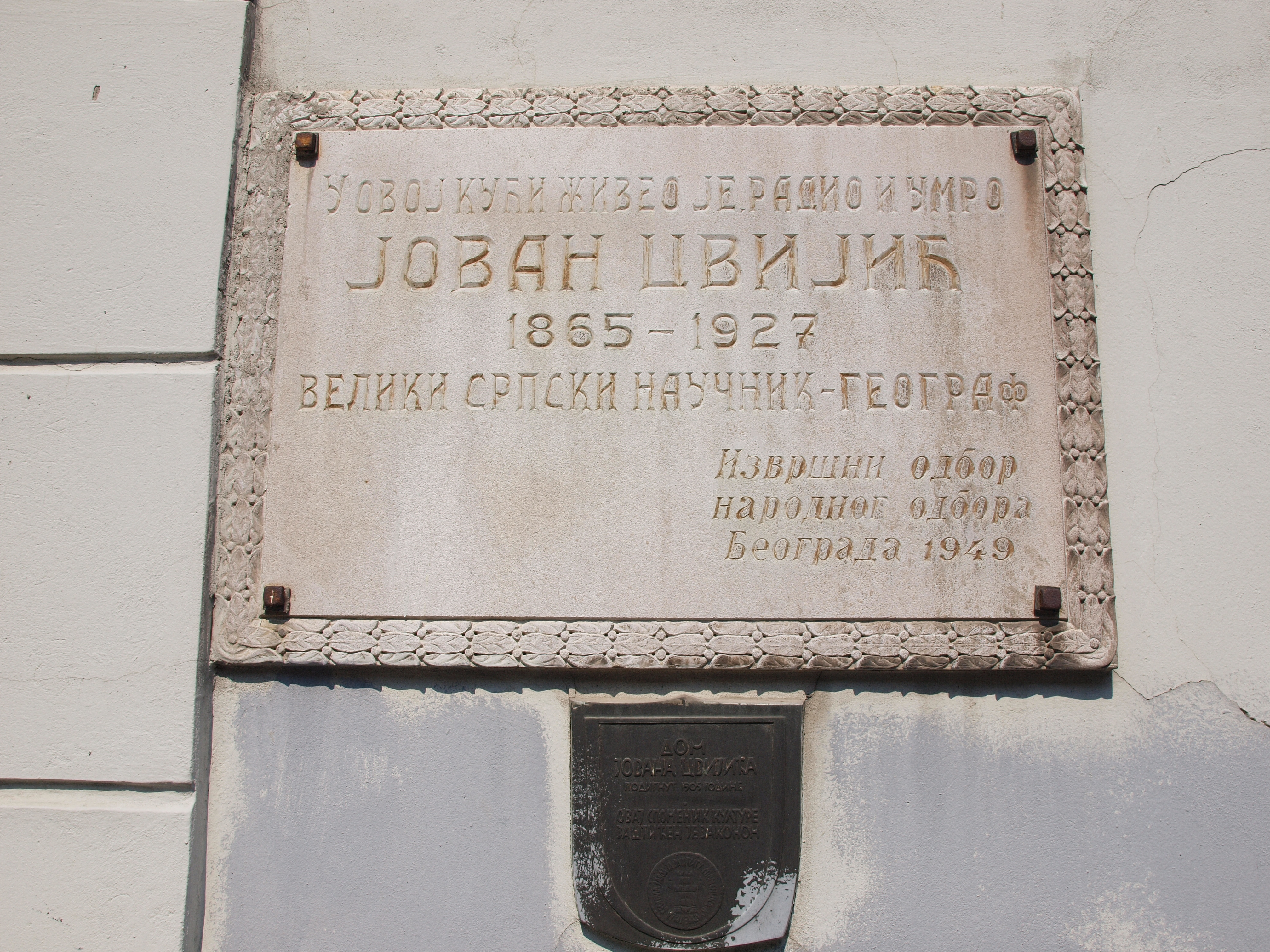
Erinnerungstafel am Hause Jovan Cvijićs

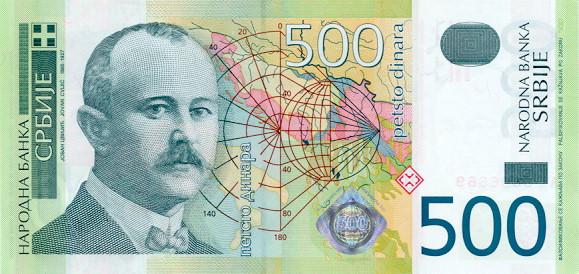
500-Dinar-Banknote (2006-Ausgabe) mit seinem Porträt

- 1924: Cullum Geographical Medal der American Geographical Society[8]

## Museum
Ein Legat Jovan Cvijićs fand sich in Form seines Kabinetts im Rektorat der Geographischen Vereinigung in der Universität Belgrad. Cvijićs eigenes Haus, das er 1905–1907 auf der Kopitareva gradina, dem einstigen Garten der Belgrader Metropolie, in der damaligen Teodosijeva ulica br. 5 (heute Ulica Jelene Četković) errichtete, beherbergt das heutige Museum Jovan Cvijić. Die große Villa wurde wie die anderen Villen der damaligen Belgrader Oberschicht, die ebenso auf der Parzelle entstanden, von den bedeutendsten damaligen Belgrader Architekten projektiert, die die Häuser im Stil des Klassizismus und Jugendstils erbauten. Cvijićs Haus wurde im Inneren durch den Innendekorateur Dragutin Inkiostri Medenjak aufwendig gestaltet, der 1905 aus Italien nach Belgrad gekommen war und ebenfalls für die Fassadengestaltung und Dekoration zahlreicher öffentlicher Bauten wie des Serbischen Nationaltheaters verantwortlich zeichnete. Cvijić Haus gilt als Höhepunkt des privaten Schaffens Inkiostris. Das Arbeitszimmer und die Bibliothek in seinem Haus bildeten das Zentrum des privaten Lebens Cvijić's, in dem sich alle seine handschriftlichen Notizen sowie Skizzen fanden. Aus Sicherheitsgründen wurden Bibliothek und Arbeitszimmer während des Zweiten Weltkrieges in das Gebäude der Neuen Universität verbracht, wo sie 1944 während der Bombardierung durch die Alliierten ausbrannten.
Das heutige Museum widmet sich dem wissenschaftlichen Schaffen Cvijićs, wie dessen persönlichen Besitz.

## Weiteres
Cvijićs Porträt wird auf dem 500-Dinar-Schein der serbischen Nationalbank dargestellt.

## Werke

### Bücher
- Das Karstphänomen. Wien 1893 (Digitalisat).
- Karst. Belgrad 1896.
- Morphologische und glaciale Studien aus Bosnien, der Hercegovina und Montenegro. Band 1, Das Hochgebirge und die Cañonthäler, Wien, Abhandlungen der Geogr. Gesell. Wien, 1900.
- Morphologische und glaciale Studien aus Bosnien, der Hercegovina und Montenegro. Band 2, Die Karstpoljen, Abhandlungen der Geogr. Gesell. Wien, 1901.
- Grundlinien der Geographie und Geologie von Mazedonien und Altserbien: nebst Beobachtungen in Thrazien, Thessalien, Epirus und Nordalbanien. Petermanns geographische Mitteilungen, Ergänzungsheft, 1908.
- La péninsule balkanique:, géographie humaine. Paris 1918 (Nachdruck: Hannover 2006, ISBN 3-939659-32-0)
- Zones of Civilization of the Balkan Peninsula. Geographical Review, American Geographical Society 1918.
- Geomorfologija. Band 1. und Band 2, Belgrad 1924/1926.
- La géographie des terrains calcaires. Belgrad 1960.

### Artikel
- Die Tektonik der Balkanhalbinsel mit besonderer Berücksichtigung der neueren Fortschritte in der Kenntnis der Geologie von Bulgarien, Serbien und Mazedonien. Wien 1904.
- Grundlinien der Geographie und Geologie von Mazedonien und Alt-Serbien. Nebst Beobachtungen in Thrazien, Thessalien, Epirus und Nordalbanien. Gotha 1908.
- Die Eiszeit im Prokletije und benachbarten Gebirgen. Wien 1921.
- Emigration der Bosnischen Muslime 1910.
- Die Annexion von Bosnien und Herzegowina und die serbische Frage. 1908.
- Über die Frage der Nation.

### Monographien
- Tatjana Koričanac: Beogradski Atlas Jovana Cvijića: vek i po od rođenja -1865-2015. SANU: Muzej grada Beograda, Galerija SANU, Beograd 2015, ISBN 978-86-7025-670-5.

### Aufsätze
- Konrad Clewing, Edvin Pezo: Jovan Cvijić als Historiker und Nationsbildner. Zu Ertrag und Grenzen seines anthropogeographischen Ansatzes zur Migrationsgeschichte. In: Markus Krzoska, Hans-Christian Maner (Hrsg.): Beruf und Berufung: Geschichtswissenschaft und Nationsbildung in Ostmittel- und Südosteuropa im 19. und 20. Jahrhundert. LIT Verlag, Münster 2005, ISBN 3-8258-8053-2, S. 265–297.
- Svetozar Ćulibrk: Cvijić's Sociological Research into Society in the Balkans. In: The British Journal of Sociology. Vol. 22, No. 4, Dez 1971, S. 423–440.
- Derek C. Ford: Jovan Cvijić and the founding of karst geomorphology. In: Environmental Geology. 51, 2007, S. 675–684. (springer:PDF)
- Nicolas Ginsburger: Les Balkans avec ou sans Cvijic. Géographes et géologues universitaires austro-allemands, français et serbes dans un espace européen périphérique (1893–1934). In: Clerc Pascal, Robic, Marie-Claire (Hrsg.): Des géographes hors-les-murs? Itinéraires dans un Monde en mouvement (1900–1940). L'Harmattan, Paris 2015, S. 323–354.
- Nicolas Ginsburger: Réseaux académiques et circulations savantes entre guerres et paix (1912–1919). Les expertises de Jovan Cvijić et de ses collègues géographes à travers les cas de Trieste et Fiume. In: Cybergeo : European Journal of Geography. [En ligne], Epistémologie, Histoire de la Géographie, Didactique, document 784, mis en ligne le 30 juin 2016.

### Biographische Einträge
- Cvijić Jovan. In: Österreichisches Biographisches Lexikon 1815–1950 (ÖBL). Band 1, Verlag der Österreichischen Akademie der Wissenschaften, Wien 1957, S. 160.
- Josef Matl: Jovan Cvijić. In: Mathias Bernath (Hrsg.): Biographisches Lexikon zur Geschichte Südosteuropas. Band 1, München 1974, ISBN 3-486-47961-X, S. 355.